# HD 167654
HD 167654，又名BD+02 3547，SAO 123308、HR 6834，是一颗恒星，视星等为6.01，位于銀經31.01，銀緯8.95，其B1900.0坐标为赤經18h 11m 3.7s，赤緯+2° 8.95′ 43″。